# James Gammell
James Gammel (Glenisla, 1892 – Glenisla, 1975) è stato un generale britannico.

## Biografia
Dopo gli studi all'Università di Cambridge, James Gammell venne impiegato nella Scottish Horse Yeomanry dal 1913. Egli prestò servizio nella prima guerra mondiale ove ottenne la Military Cross nel 1917.
Egli prestò servizio come istruttore allo Staff College di Camberley dal 1930 al 1932. Nel 1935 venne nominato ufficiale comandante del 1º battaglione Queen's Own Cameron Highlanders.
Nella seconda guerra mondiale prestò servizio divenendo comandante della 4ª brigata di fanteria che venne impiegata in Francia nel 1939. Nel 1940 prestò servizio come Brigadiere dello staff generale del IV corpo delle forze navali in Norvegia. Successivamente quell'anno venne nominato comandante della 15ª brigata di fanteria.
Egli divenne quindi ufficiale comandante generale della 3ª divisione di fanteria per poi passare a comandante del XII corpo nel 1941 e poi essere trasferito quale comandante in capo all'Eastern Command nel 1943.
Nel 1944 venne nominato capo dello staff delle forze alleate nel Mediterraneo.
Dopo la guerra divenne capo della missione militare britannica a Mosca e si ritirò nel 1946 vivendo ad Alrick, Glenisla sino alla sua morte.